# District d'Aarberg
Le District de Aarberg est l'un des 26 districts du canton de Berne en Suisse. Il fait 153 km2 de superficie et son chef-lieu est Aarberg.

## Histoire
Depuis le 1er janvier 2010, le district coexiste avec l'arrondissement administratif du Seeland qui a pour chef-lieu Aarberg.

## Composition
Il comptait douze communes :
- CH-3270 Aarberg ;
- CH-3282 Bargen ;
- CH-3257 Grossaffoltern ;
- CH-3283 Kallnach ;
- CH-3273 Kappelen ;
- CH-3250 Lyss ;
- CH-3045 Meikirch ;
- CH-3283 Niederried bei Kallnach ;
- CH-3271 Radelfingen ;
- CH-3255 Rapperswil ;
- CH-3054 Schüpfen ;
- CH-3267 Seedorf.